# 卞栄泰
卞 栄泰（朝鮮語: 변영태、英語: Byun Young-tae、ピョン・ヨンテ、1892年12月15日 - 1969年3月10日）は、大韓民国の政治家、英文学者。本貫は密陽卞氏（草渓卞氏）。号は逸石（イルソク、일석）。外務部長官の在任中にアメリカのジョン・フォスター・ダレス国務長官と米韓相互防衛条約を締結した。

## 略歴
1892年12月15日に京畿道富平郡（現・富川市）に誕生した。兄は卞栄晩、弟は卞栄魯。1912年に満州の通化の新興学校を卒業した。1916年に北京近くの協和大学を1年で修了し、新興学校でしばらく教鞭を取った後、1920年代から1945年まで中央高等普通学校で英語教師を務めた。1945年に高麗大学校教授に就任してからは、将来の人材育成の為に尽力した。
1949年には大統領特使としてフィリピンに派遣され、外交活動に投身した。1951年4月に外務部長官に就任し、パキスタンのラホールで開催されたアジア極東経済委員会会議に参加した。会議においては、朝鮮戦争によって疲弊した韓国の経済事情を世界各国に訴えることに大きく寄与をした。
1953年7月に「独島は日本の韓国侵略に対する最初の犠牲であり、解放と共に再び我々の懐に抱かれた韓国独立の象徴・韓国同胞の栄誉の錨だ。この島に触れる者は全韓民族の頑強な抵抗を覚悟すべきだ。日本が独島の奪取を狙うことは、韓国の再侵略を意味することだ。」との声明を出したことでも知られている。ちなみにこの発言は日韓交渉を有利に進めるためになされたものであり、明確な根拠に基づいてなされたもので無いことを後に明かしている。外務部長官としては他にも、1953年10月1日に米韓相互防衛条約を調印し、1954年5月22日に韓国統一問題を提案した。同年に国務総理を兼任。1956年以降はソウル大学校商科大学及び高麗大学校教授などを経て、1963年に正民会を組織し、同年の大統領選挙に出馬した。
1962年に高麗大学校から名誉文学博士学位を授与された。